# Roswitha Beier
Roswitha Beier (* 22. Dezember 1956 in Riesa, nach Heirat Roswitha Sonntag) ist eine ehemalige Schwimmsportlerin aus der DDR, die 1972 zwei olympische Silbermedaillen gewann.

## Leben
Roswitha Beier begann wie ihre spätere Konkurrentin Rosemarie Kother bei der SG Dynamo Luckenwalde, beide wechselten später zum SC Dynamo Berlin. Bereits mit elf Jahren gewann Roswitha Beier bei der Spartakiade auf der 200-Meter-Freistilstrecke. Nach ihrem Wechsel auf die Schmetterlingsstrecke rückte sie binnen kürzester Zeit in die Weltklasse auf. Bei den Olympischen Spielen 1972 in München verbesserte sie den DDR-Rekord über 100 Meter Schmetterling auf 1:03,61 Minuten und gewann die Silbermedaille hinter der Japanerin Mayumi Aoki. Mit der Lagenstaffel in der Besetzung Christine Herbst, Renate Vogel, Roswitha Beier und Kornelia Ender gewann sie ihre zweite Silbermedaille, diesmal hinter den US-Amerikanerinnen. Bei der DDR-Meisterschaft 1973 siegte Beier auf der kurzen Schmetterlingsstrecke vor Rosemarie Kother, über 200 Meter unterlag sie ihrer Vereinskollegin. Bei den Schwimmweltmeisterschaften 1973 traten über 100 Meter Ender und Kother an. Beier startete nur über 200 Meter Schmetterling und gewann die Silbermedaille hinter Rosemarie Kother. Nachdem sich Roswitha Beier 1974 nicht für die Europameisterschaften qualifizieren konnte, beendete sie ihre Karriere.
Später war sie als Diplom-Chinawissenschaftlerin bei der Deutschen Außenhandelsbank AG in Berlin beschäftigt.

## Auszeichnungen
- 1972: Vaterländischer Verdienstorden in Bronze